# Hardy Vedana
Hardy Vedana (Erechim, 13 de junho de 1928 – Porto Alegre, 15 de junho de 2009) foi um maestro, tenor e clarinetista brasileiro.
Hardy Vedana chegou em Porto Alegre em 1943. Na década seguinte passou a destacar-se como clarinetista de jazz e na década de 1960 liderou um grupo de dez músicos que se tornou famoso tocando música pela cidade na carroceria de um caminhão, para propagandear a loja de confecções Sibrama.
Escreveu artigos em jornais e revistas; fundou e foi o primeiro presidente do primeiro clube de jazz de Porto Alegre; gravou seu primeiro LP em 1961 e, no ano seguinte, gravou o segundo. Em 1964 fez uma turnê de um mês pela Argentina; foi presidente do Sindicato dos Músicos do RS; fundou, em 1985, o Sindicato dos Músicos e o Sindicato dos Artistas de Santa Catarina, além de assumir a presidência da Confederação Nacional dos Trabalhadores em Cultura, com sede em Brasília; em 1979 organizou o I Congresso dos Músicos do Brasil.
Ele foi o idealizador e fundador, em 1997, do Museu da Imagem e do Som de Porto Alegre. Publicou, em 2006, a obra A Eléctrica e Os Discos Gaúchos, sobre A Eléctrica, histórica gravadora de discos que existiu em Porto Alegre de 1914 a 1923, e sobre a loja onde eram vendidos esses discos, gramofones, etc. Escreveu também Jazz em Porto Alegre (1985), sobre um de seus gêneros musicais preferidos e deixou cinco livros prontos para publicação.

## Prêmios e indicações

### Prêmio Açorianos
| Ano  | Categoria        | Indicação    | Resultado |
| ---- | ---------------- | ------------ | --------- |
| 2006 | Memória Cultural | Hardy Vedana | Venceu    |